# Seznam osebnosti po poklicih
Seznam osebnosti po poklicu je krovni seznam, ki zajema sezname ljudi po njihovih poklicih oz. dejavnosti, ki jo opravljajo.

## Seznam
| - seznam aktivistov, - seznam antropologov, - seznam arheologov, - seznam arhitektov, - seznam astrofizikov, - seznam astronomov, - seznam biokemikov, - seznam biologov, - seznam boksarjev, - seznam botanikov, - seznam dirigentov, - seznam ekonomistov, - seznam elektroinženirjev, - seznam filmskih igralcev, - seznam filmskih režiserjev, - seznam filozofov, - seznam fizikov, - seznam fiziologov, - seznam geografov, - seznam geologov, | - seznam glasbenih producentov, - seznam glasbenikov, - seznam igralcev, - seznam inženirjev, - seznam izumiteljev, - seznam kemikov, - seznam kozmologov, - seznam matematikov, - seznam meteorologov, - seznam ornitologov, - seznam programerjev, - seznam računalnikarjev, - seznam raziskovalcev, - seznam šahistov, - seznam varstvoslovcev, - seznam vesoljcev po imenu, - seznam vesoljcev po izbiri, - seznam vojaških osebnosti, - seznam znanstvenikov. |

## Slovenci
- seznam slovenskih astronomov,
- seznam slovenskih biologov,
- seznam slovenskih dirigentov,
- seznam slovenskih filozofov,
- seznam slovenskih fizikov,
- seznam slovenskih fotografov,
- seznam slovenskih geografov,
- seznam slovenskih glasbenikov,
- seznam slovenskih jezikoslovcev,
- seznam slovenskih kemikov,
- seznam slovenskih literarnih zgodovinarjev,
- seznam slovenskih matematikov,
- seznam slovenskih pesnikov,
- seznam slovenskih pisateljev,
- seznam slovenskih programerjev,
- seznam slovenskih računalnikarjev,
- seznam slovenskih skladateljev,
- seznam slovenskih slikarjev,
- seznam slovenskih športnikov,
- seznam slovenskih znanstvenikov.